# Terza (araldica)
Terza (in francese tierce) è un termine utilizzato in araldica per indicare tre strisce parallele, per lo più rettilinee e che si possono disporre nelle varie direzioni araldiche. La terza occupa, di norma, lo stesso spazio della pezza secondo cui è ordinata.

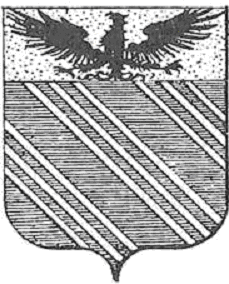
Tre terze in banda
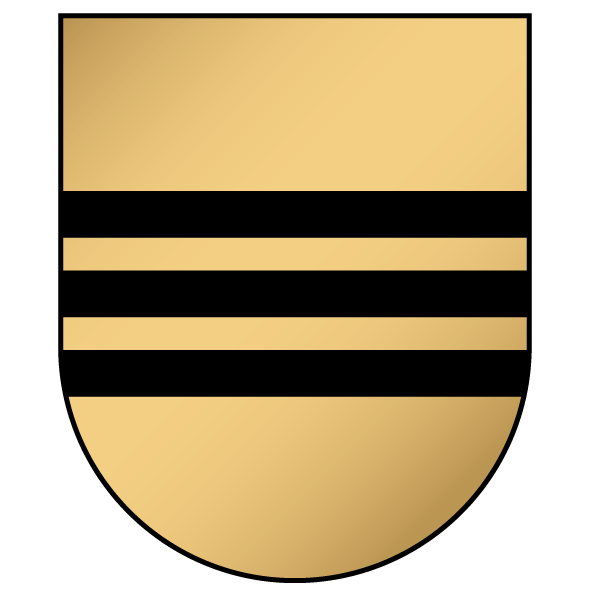
D'oro, alla terza in fascia di nero
Terza in palo di rosso (stemma del Vietnam del Sud, 1963-1975)